# Epectinaspis mexicana
Epectinaspis mexicana är en skalbaggsart som beskrevs av Hermann Burmeister 1844. Epectinaspis mexicana ingår i släktet Epectinaspis och familjen Rutelidae. Inga underarter finns listade i Catalogue of Life.